# 난민

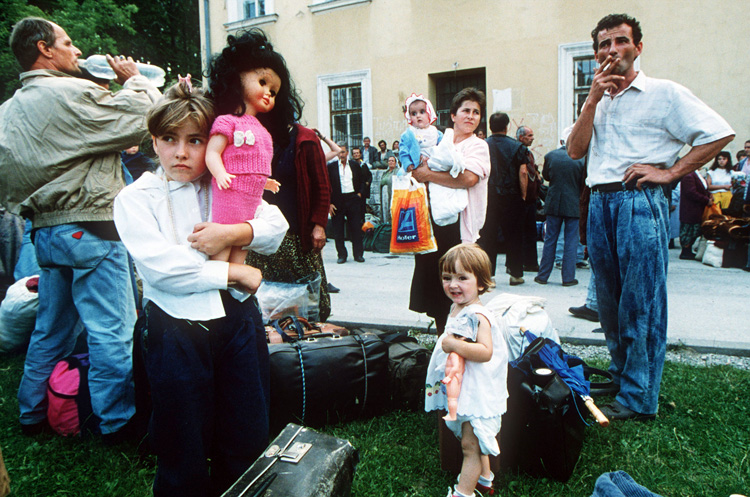
전쟁기간 중에, 보스니아 중부에 위치한 트라브니크(Travnik)에 도착한 난민들

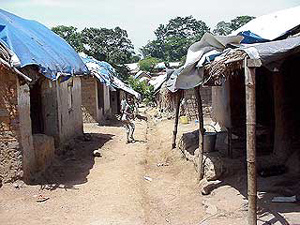
아프리카 기니의 난민 캠프

난민(難民, refugee) 또는 망명자(亡命者)는 박해, 전쟁, 테러, 극도의 빈곤, 기근, 자연재해를 피해 다른 나라로 망명한 사람이다.
난민의 개념을 살펴본다면 1967년 난민의 지위에 관한 의정서(Protocol Relating to the Status of Refugees)와 아프리카와 라틴 아메리카의 지역 협약들에서 확대되어, 전쟁이나 기타 폭력에 의해 원래 살던 땅을 떠나게 된 사람들을 지칭하게 되었다. 망명권(right of asylum)을 행사하여 난민(refugee) 지위를 인정받으려는 사람을 망명신청자(asylum seeker)라고 한다. 난민은 제2차 세계대전 이후 동유럽을 떠난 대규모 피난민들에 대해 법적으로 정의하면서 정식화되었다. 난민 보호 업무를 맡는 주요 국제 기구로는 국제 연합 난민 고등 판무관 사무소(UNHCR)이 있는데, 2006년 기준으로 전 세계에 난민 수를 8,400,000 여명으로 집계했다. 이것은 1980년 이래 가장 낮은 수치이다. 이 수치에 들어가지 않는 주요 난민 집단은 국제 연합 팔레스타인 난민 구호 사업국(United Nations Relief and Works Agency for Palestine Refugees in the Near East, UNRWA)이 관할하는 4,300,000명의 팔레스타인 난민 집단이다. 미국의 난민 및 이민 위원회(U.S. Committee for Refugees and Immigrants)에서는 전 세계 난민 수를 총 62,000,000여명으로 집계했으며, 34,000,000명이 넘는 사람들이 전쟁 때문에 고향을 잃었으며, 이 중에는 자국 내에서 떠도는 국내실향민(internally displaced persons)도 있다. 조국을 떠난 대다수의 난민들은 인접 국가에 망명을 신청한다. UNHCR과 각 정부가 정의한 난민에 대한 "영구적 해결방안(durable solutions)"으로는 자발적 본국귀환(voluntary repatriation), 비호국에 정착 및 통합(local integration into the country of asylum), 제3국 재정착(resettlement to a third country)가 있다.
2005년 12월 31일 기준으로 난민이 크게 발생하는 주요 국가로는 아프가니스탄, 이라크, 미얀마, 수단, 팔레스타인이 있다. 국내실향민이 가장 많은 나라는 수단으로 5백만 명이 넘는다. UNHCR 추정치에 따르면, 2003년 미국의 이라크 전쟁 이래 470만 명 이상의 이라크인들이 고향을 등졌으며, 270만 여명은 이라크에, 200만 여명은 인접 국가에 있는 실정이라고 한다. 매달 최소 6만명의 이라크인들이 집을 잃고 난민 신세가 되고 있으며. 2011년과 2013년 기준으로 자연재해로 발생하는 국가로는 일본, 필리핀이 있다.

## 정의
난민의 지위에 관한 협약(보통 난민협약이라고 부름) 제1조 난민의 정의 규정에 따르면, “인종, 종교, 국적 또는 특정 사회 집단의 구성원 신분 또는 정치적 의견을 이유로 박해를 받을 우려가 있다는 충분한 이유가 있는 공포로 인하여 국적국 밖에 있는 자로서 그 국적국의 보호를 받을 수 없거나 또는 그러한 공포로 인하여 그 국적국의 보호를 받는 것을 원하지 않는자”를 난민이라고 한다. 실례로 대한민국정부는 2007년 8월 미얀마 군사정권에 반대하는 반(反)체제인사를 난민으로 인정하였다.
UNHCR은 난민협약상의 난민에 대한 정의 보다 더 넓은 범위로 난민을 정의하고 있다.

## 역사
고대 그리스와 고대 이집트에서는 성소(聖所)로 피신한 사람에게는 신의 징벌이 아니고서야 해를 입힐 수 없다는 개념이 있었다. 그러나 교회나 성소에 피신할 권리가 최초로 명문화된 것은 기원후 600년경 켄트의 에셀베르 왕의 법에서였다. 비슷한 법이 중세 유럽 전역에서 시행되었다. 정치적 망명과 관련된 개념의 역사는 매우 오래되었다. 오비디우스는 토미스로 귀양갔고, 볼테르는 영국으로 망명한 바 있다. 1648년 베스트팔렌 조약에 따라 각국은 고유의 주권을 가지게 되었다. 그러나 "국적(country of nationality)"이란 말에 중요한 의미가 생기고, 사람들이 국경을 넘을 때 신분 확인이 필요하게 될 정도로 국가 개념(민족주의)이 발달한 것은 18세기 유럽에서 낭만 적족주의가 발흥한 이후의 일이었다.

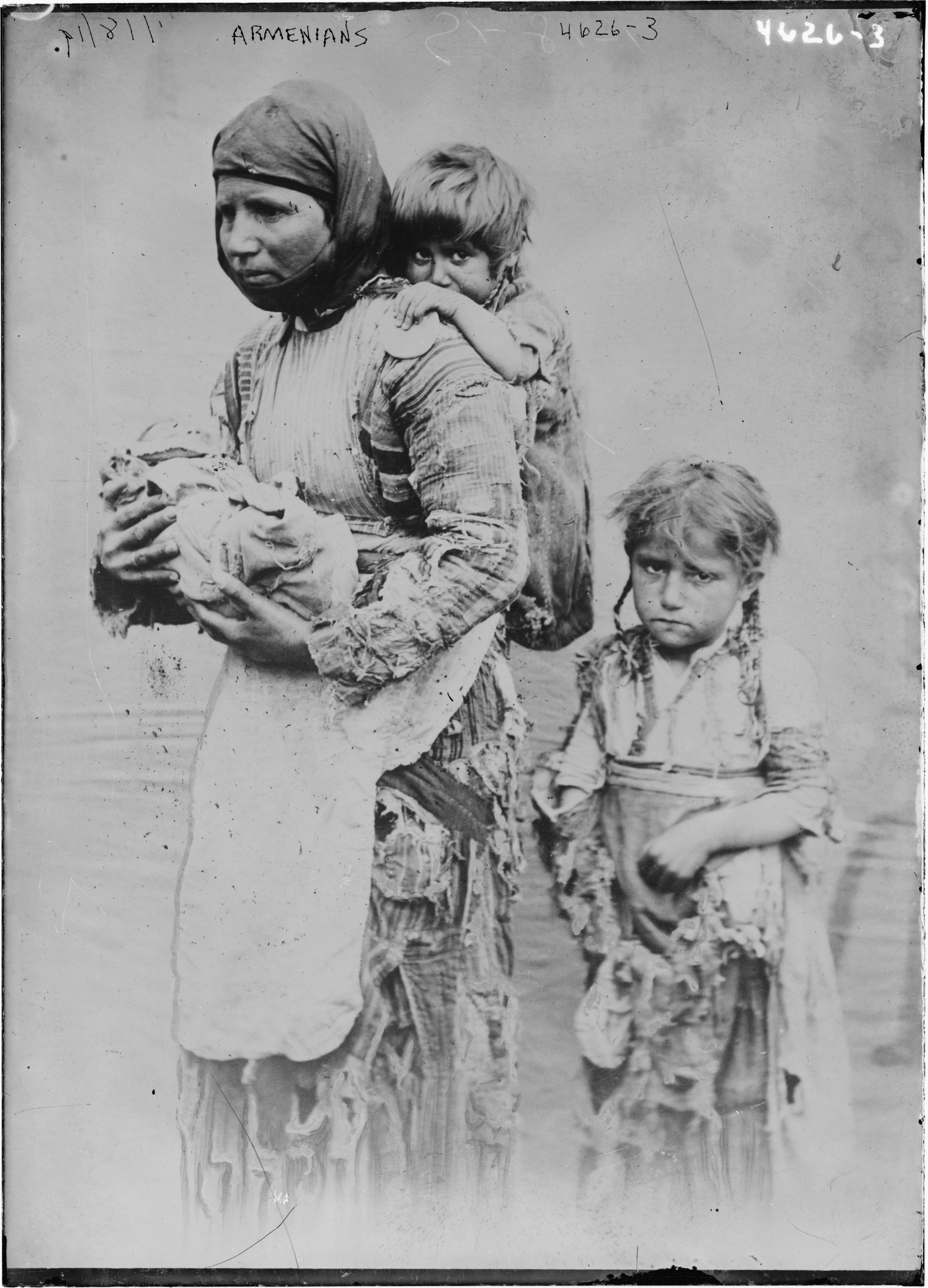
1915년과 1923년 사이 백만 명의 아르메니아인들이 터키의 박해와 학살을 피해 고향을 떠났다.

1951년의 난민 협약을 소급해서 적용하자면 과거에도 "난민" 개념에 해당하는 사람들이 많았다. 가령 1685년 퐁텐블로 칙령으로 개신교 신자들에 대한 차별금지법인 낭트칙령이 폐지되고 개신교회와 학교까지 닫히자 수십만 명의 위그노들이 영국, 네덜란드, 스위스, 남아프리카, 독일, 프로이센, 미국으로 도주해야했다. 동유럽에서 수차례 유대인 박해가 자행되면서 유대인들이 대규모로 이주하기도 했다.(1881~1920년 사이에 이백만 명 이상의 러시아 유대인들이 이민 길에 올랐다.) 제1차 세계대전이 일어나면서 다양한 집단이 난민으로 공식 규정되었다.
최초의 국제적인 난민 업무 협력은 국제 연맹 난민 고등 위원회에서 이루어졌다. 프리티오프 난센이 이끈 이 위원회는 1917년 러시아 혁명과 이후의 내전(1917-1921)으로 발생한 1,500,000여 명의 피난민을 구호하기 위해 1921년에 창설되었다.(이들 중 거의 대부분은 공산 정권을 피해 달아난 황제파였다.) 1915년과 1923년에 터키 지배하의 소아시아에서 아르메니아인 학살 사건으로 탈출한 백만 명이 넘는 아르메니아인도 1923년 이 위원회의 위임을 받게 되었다. 몇 년이 지나고 아시리아인과 터키 피난민들도 지원을 받게 된다. 이 모든 사례에서 난민이란 일반적 정의에 따른 것이 아니라, 국제 연맹이 위임한 집단으로 규정되었다.
국제 사회가 추진하여 감독한 로잔 조약에 따라 이루어진 1923년 그리스와 터키의 인구 교환의 대상자는 약 2백만 명에 이르렀는데, 대부분은 강제로 난민 신세가 되었으며, 수백 수천 년간 사실상 본국에 국적이 없던 사람들이었다.
미국 의회는 1921년 비상이민할당법(Emergency Quota Act)이, 1924년에는 이민법이 통과되었다. 1924년 이민법은 남부와 동부 유럽인 이민자, 특히 1890년대에 미국으로 많이 밀려온 유대인, 이탈리아인, 슬라브인들도 막기 위한 것이었다. 스탈린, 나치, 2차 세계대전을 피해 달아난 유럽 난민(주로 유대인과 슬라브인) 거의 대부분은 미국 입국이 일부 제한되었다.
1930년 난민 고등위원회의 뒤를 이어 난센 국제 난민 사무소(Nansen International Office for Refugees)가 설립되었다. 이 기관의 가장 큰 성과는 난민을 위한 여권인 난센 여권으로, 덕분에 1938년 이 기관은 노벨 평화상을 수상했다. 난센 사무소는 자금 지원이 불충분했으며, 난민의 수는 늘어난 데다, 연맹 회원국들이 자국 국민 지원을 거부하면서 어려움을 겪었다. 그러나 사무소는 14개국을 설득하여 백만 명 이상의 난민을 구제하기 위한 약한 인권 수단으로 1933년 난민 협약(Refugee Convention)을 체결했다. 나치가 집권하면서 독일에서 상당한 난민이 발생하자, 1933년 국제 연맹은 독일 난민 고등위원회를 세웠다. 이 고등위원회의 위임 지역은 이후 오스트리아와 수데텐란트 난민까지 포함하게 되다. 독일군이 뮌헨 협정으로 독일령이 된 체코슬로바키아 국경 지역에 진입하자, 1938년 10월 1일 이후 150,000 여명의 체코인들이 피난길에 올랐다. 1938년 12월 31일, 난센 사무소와 고등위원회는 해체되고, 국제연맹 보호하의 난민 고등위원회 사무소로 대체된다. 이때 에스파냐 내전에서 1939년 공화군이 패배하여 수십만 명의 에스파냐 공화주의자들이 프랑스로 넘어갔다.

## 제2차 세계대전과 UNHCR

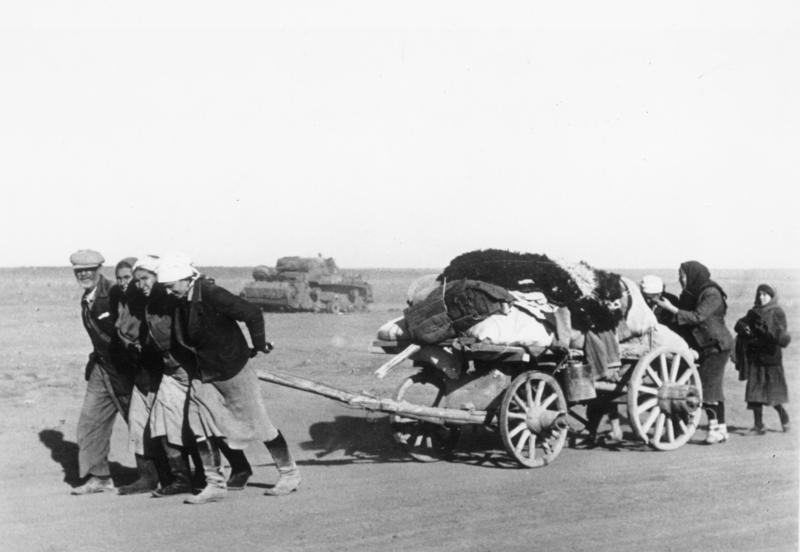
1942

제2차 세계대전의 혼란으로 대규모 강제 이주가 일어났다. 1943년 연합국은 국제연합 구제 부흥 사업국(United Nations Relief and Rehabilitation Administration, UNRRA)을 세워 유럽 일부와 중국에서 추축국을 몰아낸 지역에 구호 활동을 제공하게 된다. 위원회는 고향으로 돌아가는 7백 만명의 난민을 관할하게 되었는데, 이들은 흔히 '실향민'(displaced persons, DP)로 칭하게 되었다. 이 중 본국 재송환을 거부한 만 여명의 난민들을 위해 이들의 원적지에 실향민 수용소를 건설했다.
제2차 세계대전이 끝나기 몇달 전 약 오백만 여명의 독일 민간인들이 파죽지세로 밀려오는 소련군을 피해 독일의 동 프로이센, 포메른, 실롱스크 주를 탈출하여 난민으로 메클렌부르크, 브란덴부르크, 작센 지역으로 이동했다. 1945년 5월 독일이 항복하자 연합국은 1937년 12월 31일 당시 독일 영토를 점령했으나(1945년 6월 5일 베를린 선언), 1945년 봄 폴란드인들이 남아있던 독일인들을 몰아내고(인종청소), 연합국 수뇌들이 1945년 7월 17일 포츠담 회담을 열던 당시 승전국들은 혼란스러운 난민 상황에 직면했다. 1945년 8월 2일의 포츠담 의정서 제9항에 따라 독일 영토의 1/4을 폴란드 통치에 맡겼고, 의정서 제13항에 의거하여 폴란드와 체코슬로바키아, 헝가리에 남은 독일인들을 "질서 있고 인도주의적으로" 서쪽에 이동시키도록 했다. 포츠담에서 연합국이 승인하지는 않았지만 유고슬라비아와 루마니아에 살던 수십만 명의 독일계 사람들은 소련의 강제 노역에 동원되었고 이후 연합국이 점령한 독일 땅(나중에 독일 민주 공화국, 오스트리아, 독일 연방 공화국)으로 추방되었다. 이로써 역사상 가장 거대한 인구 이동이 일어났다. 총 1,500만 여명의 독일인들이 영향을 받았으며, 독일인 추방으로 2만명 이상의 사람들이 죽었다. 2차 대전 종전부터 1961년 베를린 장벽이 세워질 때까지 563,700명 이상의 난민이 소비에트 간섭을 피해 동독에서 서독으로 망명했다.
또 과거 러시아 시민이었던 수백만 명이 본인의 의사는 무시된 채 강제적으로 소련으로 송환되었다. 1945년 2월 11일 얄타 회담에서 미국과 영국은 소련과 재송환 협정에 서명했다. 이 협정 때문에 강제적인 소비에트 송환이 이루어진 것이다. 1945년 5월 전쟁이 끝나자 영국과 미국 민정 당국은 유럽의 자국 군대를 동원해 과거 소련 주민이었던 수백만명을 소련으로 퇴거시키도록 조치했는데 이들 가운데는 수년 전에 러시아를 떠나 다른 국가의 시민권을 얻은 사람들도 많았다. 강제 송환 작전은 1945년에서 1947년 사이에 실행되었다. 종전 당시 5백만 여명 이상이 소련 출신의 "실향민"으로 서유럽에 있었다. 약 3백만 명은 독일 본토와 독일 점령지에서 강제 노동자(Ostarbeiters)였다. 소련의 전쟁 포로와 나치 협력자들은 러시아 정보국 SMERSH(죽음의 스파이)의 관할하에 놓였다. 독일군이 생포한 소련 포로 570만 여명 중 350만 여명은 전쟁이 끝나기 전에 포로 수용 과정에서 사망했다. 나중에 본국으로 송환된 생존자들은 역적 대우를 받았다. 독일에서 포로로 갇혀있던 150만 여명의 소련군 생존 병사들은 굴라그로 보내졌다.
폴란드와 소비에트 우크라이나는 인구 교환을 시행했다. 폴란드-소련 국경의 동쪽에 살던 폴란드인들은 폴란드로 송환되었고(약 2,100,000 명), 국경 서쪽의 우크라이나인들은 소비에트 우크라이나로 송환되었다. 소비에트 우크라이나의 인구 교환은 1944년 9월부터 1946년 5월까지 지속되었다.(대략 450,000 명) 어떤 우크라이나인들(약 200,000 명)은 어느정도 자의에 따라 폴란드 남동부 지역을 떠났다.(1944년에서 1945년 사이)
1947년 UNRRA는 폐지되고 그 업무는 새로 창설된 국제 난민 기관으로 이관되었다. 이관 계획은 원래 1947년 초에 있었으나 1947년이 되어서야 실행할 수 있었다. 국제 난민 기구(International Refugee Organization)는 1945년 창설된 국제 연합의 임시 조직으로 주로 UNRRA의 난민 재송환 및 재정착 업무를 맡았다. 약 백만 명의 난민 재정착이 끝난 1952년에 이 기구는 해체되었다. 이 시기 난민의 정의는 난센 여권이나 국제 난민 기구가 발행한 "자격 증명서(Certificate of Eligibility)"를 가진 사람을 일컬었다.

### UNHCR(유엔난민기구)
스위스 제네바에 본부를 둔 국제 연합 난민 고등 판무관 사무소(United Nations High Commissioner for Refugees, UNHCR,유엔난민기구) (1950년 12월 14일 창설)는 각국 정부나 국제 연합의 요청에 따라 난민을 보호하고 구제하며, 재송환이나 재정착을 돕는 기관이다. 세계의 모든 난민들은 UNHCR의 관할이며, 1947년에서 1948년 사이 이스라엘 건국으로 발생한 팔레스타인 아랍인들만이 예외이다. 그러나 1948년 이후 팔레스타인 땅을 등진 팔레스타인인들은 UNHCR의 관할이다.
UNHCR은 난민 뿐 아니라 다른 범주의 실향민이나 빈민에도 구호 활동을 전개하고 있다. 그 대상자로는 망명 신청자, 본국에 왔지만 아직 재건 사업이 필요한 난민, 난민 이동에 직접적으로 영향을 받는 지역 주민들, 무국적 주민 그리고 소위 국내실향민(IDP)을 포괄한다. 국내실향민은 고향에서 강제로 떠났지만 외국으로 나가지 않은 민간인을 말하며, 따라서 난민과 달리 국제법의 보호를 받지 못해 구제를 받기 힘들다. 지난 수십 여년간 전쟁의 성격이 변화하고, 국가간 전쟁 보다 국내 분쟁이 많아지면서 국내 실향민의 수는 전 세계에 5백만명에 이르게 되었다.
이 기관은 이전 국제 난민 기구와 국제연합 구제 부흥 사업국을 계승했다.
유엔난민기구(UNHCR)는 1954년과 1981년 노벨 평화상을 수상했다. 이 기관은 난민을 보호하고 전 세계 난민 문제를 해결하기 위해 국제 활동을 이끌고 공조한다. 그 주 목적은 난민의 생존과 권리를 보장하는 것이다.

## 국가별 난민 신청

### 대한민국
대한민국 출신 난민과 난민 신청자 수다.
| 년도   | 인구  | 비고 |
| ------ | ----- | ---- |
| 2017년 | 631명 | -    |
| 2016년 | 526명 | -    |

### 조선민주주의인민공화국
조선민주주의인민공화국 출신 난민과 난민 신청자 수다.
| 년도   | 인구    | 비고 |
| ------ | ------- | ---- |
| 2017년 | 1,766명 | -    |

## 같이 보기
- 난민의 지위에 관한 협약
- 북한이탈주민
- UNHCR
- 국내실향민
- 유럽 난민 사태
- 난민 위기
- 2022년 우크라이나 난민 위기

## 참고
- (국제법 (공)저: 조기성 , 외국인의 적성 - https://books.google.co.kr/books?id=pcwhtKprvMgC&pg=PA508&lpg=PA508&dq=%EC%A0%81%EA%B5%AD+%EC%99%B8%EA%B5%AD%EC%9D%B8&source=bl&ots=ESAH6fX3Zn&sig=eIaApZYVK38Mf0nSj6URGtLCFHU&hl=ko&sa=X&ved=0ahUKEwi5_LacqsjZAhXEkJQKHdmwBfQQ6AEIJzAA#v=onepage&q=%EC%A0%81%EA%B5%AD%20%EC%99%B8%EA%B5%AD%EC%9D%B8&f=false)